# Charles Vaurie
Charles Vaurie (Beaulieu-sur-Dordogne, 7 luglio 1906 – Reading, 13 maggio 1975) è stato un ornitologo statunitense di origini francesi.

## Biografia
Nato in Francia, si trasferì presto a Trenton, nel New Jersey. Effettuò gli studi presso l'università di New York e si qualificò come dentista all'università della Pennsylvania, nel 1928.
Successivamente sviluppò un grande interesse per la pittura degli aves, e dopo aver sposato un'entomologa, Patricia Wilson, nel 1934, effettuò assieme a lei numerose escursioni sul campo. Vaurie entrò nello staff dell'American Museum of Natural History (AMNH) e a partire dal 1946 ne divenne uno dei ricercatori. In tutta la sua vita produsse più di 150 pubblicazioni ornitologiche. La sua opera più importante fu una revisione della sistematica degli uccelli paleartici. Nel 1956, divenne ornitologo a tempo pieno per conto dell'AMNH, e venne promosso conservatore nel 1967. Quando morì era membro del Comitato permanente per la nomenclatura ornitologica del Congresso ornitologico internazionale (IOC).
Descrisse per la prima volta il codaspino di Vilcabamba (Asthenes vilcabambae), nonché due specie che vennero battezzate in suo onore pigliamosche di Vaurie (Ficedula crypta) e succiacapre di Vaurie (Caprimulgus centralasicus).

## Elenco parziale delle pubblicazioni
- A Revision of the bird family Dicruridae. N.Y., 1949.
- Systematic notes on Palearctic birds N.Y. 1956 (American Museum of Natural History, American Museum Novitates).
- Notes on some Ploceidae from Western Asia; Notes on some Asiatic Finches; Notes on the bird genus Oenanthe in Persia, Afghanistan, and India; e vari altri articoli pubblicati su American Museum Novitates. N.Y., 1949-1952.
- A generic revision of Flycatchers of the tribe Muscicapini N.Y., 1953. pp. 27 e 7 tabelle. Wrapp. Bulletin American Museum of Natural History - vol. 100: Art. 4).
- The Birds of the Palearctic Fauna: a Systematic Reference (2 volumi) 1959.
- Classification of the Ovenbirds (Furnariidae) London, 1971.
- Tibet and its birds 1972.

| Controllo di autorità | VIAF (EN) 166260319 · ISNI (EN) 0000 0001 1724 7083 · LCCN (EN) n80161525 · GND (DE) 1221093711 · J9U (EN, HE) 987007280672305171 |